# Overtuin van Lyndensteyn

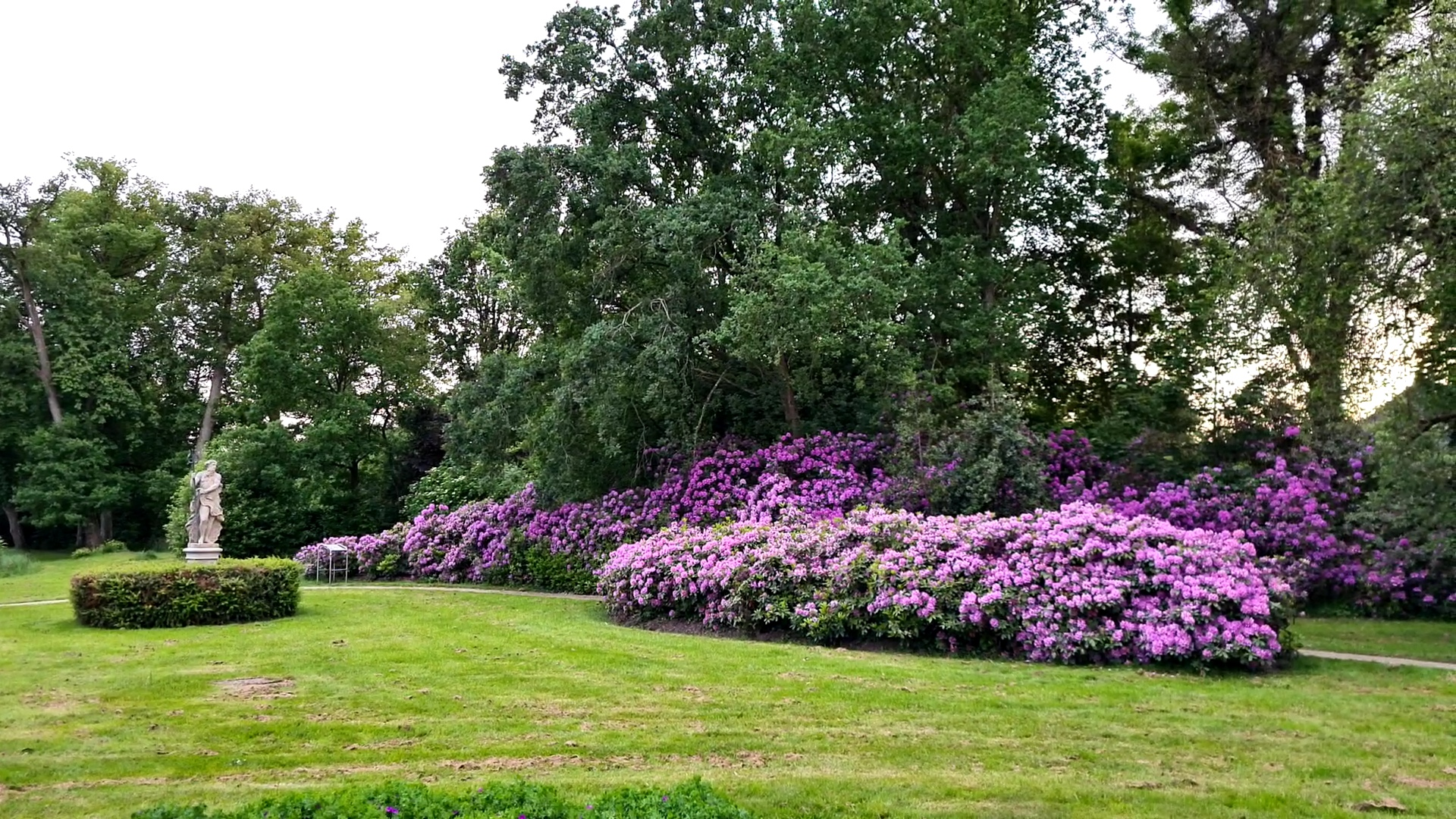
Overtuin van Lyndensteyn in Beetsterzwaag met beeld van Neptunus

De Overtuin van Lyndensteyn is een historisch park in de Friese plaats Beetsterzwaag.
De tuin was oorspronkelijk een in de 18e eeuw aangelegde tuin, die door de tuinarchitect Lucas Pieters Roodbaard na 1832 getransformeerd werd in een Engelse landschapstuin met slingerpaden en een slingerende vijver. In 1978 werd de tuin opnieuw ingericht door de Heidemaatschappij in een geometrische stijl.
De tuin eindigt op een kunstmatige heuvel recht tegenover Lyndensteyn. Oorspronkelijk bevond zich hier een zomerhuis. Enkele linden in het park dateren nog uit de periode van de eerste aanleg in de 18e eeuw.
De tuin is erkend als rijksmonument. Ook het beeld van Neptunus in de overtuin, gemaakt door  de beeldhouwer Ignatius van Logteren is een rijksmonument.

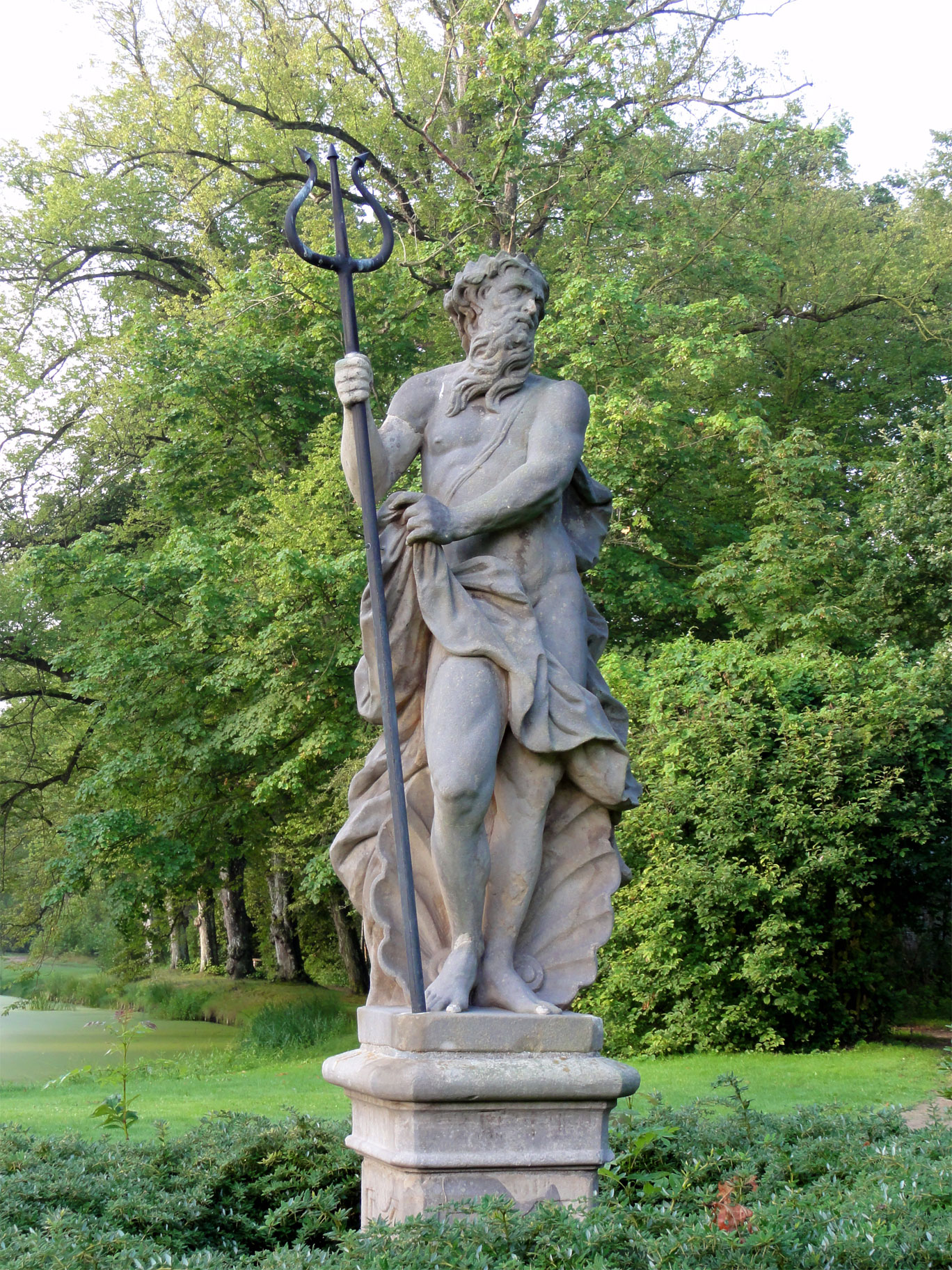
Neptunus in de overtuin van Lyndenstein